# Perumanallur
Perumanallur es una ciudad censal situada en el distrito de Tirupur en el estado de Tamil Nadu (India). Su población es de 7356 habitantes (2011). Se encuentra a 10 km de Tirupur y a 52 km de Coimbatore.

## Demografía
Según el censo de 2011 la población de Perumanallur era de 7356 habitantes, de los cuales 3740 eran hombres y 3616 eran mujeres. Perumanallur tiene una tasa media de alfabetización del 82,80%, superior a la media estatal del 80,09%: la alfabetización masculina es del 88,95%, y la alfabetización femenina del 76,54%.